# 陸小鳳
陸小鳳，是古龍小說的代表人物之一。古龍親筆的陸小鳳故事有七篇：大金鵬王（原名陸小鳳傳奇）、繡花大盜（又名鳳凰東南飛）、決戰前後、銀鉤賭坊、幽靈山莊、鳳舞九天、劍神一笑。他总能遇到十分稀奇的事，但总能以高超的智慧逢凶化吉，后人评曰：“翩翩人中凤，遨游九重天，纵无灵犀指，眉毛亦堪豪”，尊其为“侠探”。
陸小鳳臉上最明顯的特徵，就是有四條的眉毛。所謂的四條眉毛，指的是陸小鳳的嘴上的兩撇鬍鬚，修的和眉毛一樣整齊漂亮，所以武林人士都說陸小鳳有四條眉毛。
陸小鳳最擅長的武功，名為靈犀一指，指的就是陸小鳳的兩根手指頭，可以夾住普天下大部份高手向他攻擊的兵器，包括刀、槍、劍、戟、斧、鉞、鉤、叉、鏜、棍、槊、棒、鞭、鐧、錘、抓、拐子、流星錘等。
陸小鳳多次遭受敵人襲擊，靠的幾乎都是靈犀一指來脫困。其中最為江湖流傳的是用靈犀一指粉碎了葉孤城的天外飛仙。
而陸小鳳的輕功「雙飛彩翼」也是一絕，雖然古龍並沒有特別詳加描述，但是在小說當中，陸小鳳的輕功可以排上武林頭幾位。
陆小凤是一个很妙的人，古龙喜欢写妙人，从名字到性格，古龙笔下有很多妙人，陆小凤是一个很典型的代表。陆小凤的名字听起来很温柔，这一点很妙，人也如其名，很温柔（对女性），这一点也很妙，外貌四条眉毛也很妙，最妙的就是武功，陆小凤主要武功来自于李商隐的诗“身无彩凤双飞翼，心有灵犀一点通”。可以说陆小凤是古龙小说中最妙的几个人之一。
陸小鳳在小說當中的好朋友有很多，甚至連當朝皇帝都將陸小鳳視為知心好友。陸小鳳也有很多的紅粉佳人，如歐陽情（出現在大金鵬王朝、決戰前後）、薛冰。
據《白玉老虎》一書提及，陸小鳳唯一傳人為花滿天，但未有明確指出其與花滿樓之間的關係。

## 系列
- 1972年9月金庸为旗下明报邀稿应于年底或1973年初开始发表，郭琏谦说迄于1975年。1973年5月-1977年南琪分集出版，名为《大游侠》，共117章，书末预告续集隐形的人》。
- 1973年5月明报武侠与历史640期有《凤凰东南飞》（即《绣花大盗》）。1973年11月第670期《银钩赌坊》标为「陆小凤传奇之四」（-1974年3月未完）。1975年6月香港武侠春秋246期目录已见《幽灵山庄》。《绣花大盗》仍名《凤凰东南飞》，《银钩赌坊》分为《冰国奇谭》和《银钩赌坊》。1977年春秋出版，分《陆小凤传奇》、《绣花大盗》、《决战前后》、《银钩赌坊》、《幽灵山庄》五部。
- 1978年9月-1979年6月民生报连载《凤舞九天》，郭琏谦说1978年春秋出版《凤舞九天》。《凤舞九天》为陆小凤系列之六，薛兴国代笔大部分，另一版本为香港武功本《隐形的人》，据林保淳、让你飞考据，自〈仗义救人〉一章以后有四十页迥异，且故事未完。武功本「陆小凤」有8册，第6、7册分别为《隐形的人》和薛兴国代笔版，同时收录两版本。
- 1981年5月万盛出版《劍神一笑》，陆小凤系之七，据古凌〈古龙的短刀〉，可能口述。同年由宝龙公司拍成《陆小凤之剑神一笑》，古龙编剧。

## 電影

### 1970年代
- 1978年香港邵氏电影版《陆小凤传奇之绣花大盗》。原著《陆小凤传奇》。导演楚原，演员：刘永饰陆小凤，岳华饰花满楼，凌云饰金九龄，井莉饰薛冰，徐少强饰江重威

### 1980年代
- 1981年台湾宝龙有限公司电影《剑神一笑》。原著《陆小凤传奇》 。制片古龙，导演林鹰，编剧古龙，演员：刘德凯、吴小如、周明惠、李建平、郝曼丽、鲁平
- 1981年台湾东大影业公司电影《英雄对英雄》。原著《陆小凤传奇之幽灵山庄》。导演凌云，演员：卫子云饰陆小凤，凌云饰西门吹雪，李建平饰花满楼
- 1981年香港邵氏电影《陆小凤之决战前后》。原著《陆小凤传奇》 。导演楚原，演员： 刘永饰陆小凤，孙建饰花满楼，白彪饰叶孤城，岳华饰西门吹雪，龙天生饰司空摘星，曹达华饰苦瓜大师，楚湘云饰欧阳情，井莉饰冷清秋
- 1981年香港长江电影公司电影《一凤东飞九万里》。原著《陆小凤传奇之凤舞九天》。导演王瑜，演员：孟飞饰陆小凤，杨钧钧饰沙曼，石峰饰宫九，方芳饰牛肉汤

### 1990年代
- 1996年香港银涌影业公司电影《陆小凤传奇之凤舞九天》。原著《陆小凤传奇之凤舞九天》。导演陈木川，演员：孟飞饰陆小凤 ，石峰饰小老头，李志希饰崔诚，林炜饰花满楼

### 2000年代
- 2000年香港永盛电影制作有限公司电影《决战紫禁之巅》。原著《陆小凤传奇之决战前后》。导演刘伟强，编剧王晶，武術指導程小东，演员：刘德华饰叶孤城，郑伊健饰西门吹雪，张家辉饰龙龙九(陆小凤)

## 電視劇

### 1970年代
- 1976年香港TVB《陆小凤之金鹏之谜》，集数10，演员:刘松仁饰陆小凤，黄允财饰花满楼，黄元申饰西门吹雪

- 1977年香港TVB《陆小凤之决战前后》，集数8，演员:刘松仁饰陆小凤，黄允财饰花满楼，黄元申饰西门吹雪，鄭少秋飾葉孤城

- 1978年香港TVB《陆小凤之武当之战》，集数12，演员:刘松仁饰陆小凤，黄允财饰花满楼，黄元申饰西门吹雪，關海山飾老刀把子/玉道人

### 1980年代
- 1984年台湾华视《陆小凤》，集数18，演员: 卫子云饰陆小凤，叶飞饰花满楼，黃仲裕 /龙隆饰西门吹雪
- 1986年香港TVB《陆小凤之凤舞九天》，集数40集，演员:万梓良饰陆小凤，陈秀珠饰晶晶（原翁美玲饰，但其在开拍时去世），黄允材饰花满楼，景黛音饰薛冰，惠天赐饰西门吹雪,主題曲是顧嘉煇填詞，黃霑作曲，甄妮主唱的留下我美夢

### 2000年代
- 2000年台湾中视与新加坡合拍电视《陆小凤之决战前后》，导演李仁港，集数20，演员:林志颖饰陆小凤，王沺裁饰花满楼，李铭顺饰西门吹雪，方季惟饰孙秀清，戚玉武饰司空摘星
- 2001年台湾中视与新加坡合拍电视《陆小凤之凤舞九天》，导演罗廷，集数20，演员: 孙耀威饰陆小凤，陈泰鸣饰花满楼，李铭顺饰西门吹雪，方季惟饰孙秀清，马勇饰司空摘星

### 2010年代
- 2013年台灣漢梁公司、西岸傳媒股份有限公司及上海劇蕊有限公司合拍《陸小鳳與花滿樓》，導演潘文傑，集數43，演員：林峯飾陸小鳳、張曉龍飾花滿樓、斕曦飾上官丹鳳、譚俊彥飾西門吹雪。

## 電視電影
- 2006年合拍电影《陆小凤传奇》（10个单元），央视电影频道与上影春天影业有限公司联合出品。总监制：岳扬、陈健。导演邓衍成、袁英明。演员：张智霖饰陆小凤，何润东饰西门吹雪，張達明饰司空摘星，张智尧饰花满楼。 第一部《陆小凤传奇之陆小凤前传》，第二部《陆小凤传奇之铁鞋大盗》，第三部《陆小凤传奇之大金鹏王》，第四部《陆小凤传奇之绣花大盗》，第五部《陆小凤传奇之决战前后》，第六部《陆小凤传奇之银钩赌坊》，第七部《陆小凤传奇之幽灵山庄》，第八部《陆小凤传奇之剑神一笑》，第九部《陆小凤传奇之血衣之谜》，第十部《陆小凤传奇之凤舞九天》。

## 延伸影視版本
- 1996年香港三和电影《大內密探零零发》。原著:《陆小凤传奇》。导演谷德昭，演员：周星驰饰零零发，刘嘉玲饰零零发老婆，李若彤饰琴操，刘以达饰金山教主，苑琼丹饰妓院老鸨，张达明饰皇帝，罗家英饰佛印，朱咪咪饰丈母娘，潘恒生饰岳丈，文隽饰陆小凤，陳劍雲饰花满楼，黄一飞饰叶孤城，黃智強饰西门吹雪。电影开篇于“月圆之夜，紫禁之巅”，当衣袂飘飘的身影逐渐拉近时，才发现传说中的四位大侠外表其实相当市井。导演借陆小凤之口说出一句耐人寻味的话：“高手不一定长得多英俊，只是市民们一厢情愿的想法罢了。”

## 影視版本匯總
- 《金鹏之谜》—— 3版 （刘松仁版、张智霖版、林峯版）
- 《绣花大盗》—— 3版 （邵氏版、萬梓良版、张智霖版）
- 《决战前后》—— 7版 （刘松仁版、邵氏版、卫子云电视版、刘德华版、林志穎版、张智霖版）
- 《银钩赌坊》—— 2版 （万梓良版、张智霖版）
- 《幽灵山庄》—— 3版 （刘松仁版、卫子云电影版、张智霖版）
- 《凤舞九天》—— 5版 （邵氏版、孟飞2版、万梓良版、孙耀威版、张智霖版）
- 《剑神一笑》—— 2版 （刘德凯版、张智霖版）